# 專科醫院
專科醫院是一種醫院的分類，這種醫院因為只提供特定疾病的治療而有別於其他醫院，是針對單一人群提供醫學服務的醫院。
常見專科醫院的種類有精神病院、牙科醫院、兒童醫院及眼科醫院等。
因為只供特定專科治療的緣故，專科醫院的面積普遍比綜合型醫院的面積更少，其中的牙科醫院更只須門診部門和後勤部門，而無須建有住院部門。